# Mine de Ruashi
 (avril 2024).
La mise en forme du texte ne suit pas les recommandations de Wikipédia : il faut le « wikifier ».
Les points d'amélioration suivants sont les cas les plus fréquents. Le détail des points à revoir est peut-être précisé sur la page de discussion.
- Les titres sont pré-formatés par le logiciel. Ils ne sont ni en capitales, ni en gras.
- Le texte ne doit pas être écrit en capitales (les noms de famille non plus), ni en gras, ni en italique, ni en « petit »…
- Le gras n'est utilisé que pour surligner le titre de l'article dans l'introduction, une seule fois.
- L'italique est rarement utilisé : mots en langue étrangère, titres d'œuvres, noms de bateaux, etc.
- Les citations ne sont pas en italique mais en corps de texte normal. Elles sont entourées par des guillemets français : « et ».
- Les listes à puces sont à éviter, des paragraphes rédigés étant largement préférés. Les tableaux sont à réserver à la présentation de données structurées (résultats, etc.).
- Les appels de note de bas de page (petits chiffres en exposant, introduits par l'outil «  Source ») sont à placer entre la fin de phrase et le point final[comme ça].
- Les liens internes (vers d'autres articles de Wikipédia) sont à choisir avec parcimonie. Créez des liens vers des articles approfondissant le sujet. Les termes génériques sans rapport avec le sujet sont à éviter, ainsi que les répétitions de liens vers un même terme.
- Les liens externes sont à placer uniquement dans une section « Liens externes », à la fin de l'article. Ces liens sont à choisir avec parcimonie suivant les règles définies. Si un lien sert de source à l'article, son insertion dans le texte est à faire par les notes de bas de page.
- La présentation des références doit suivre les conventions bibliographiques. Il est recommandé d'utiliser les modèles {{Ouvrage}}, {{Chapitre}}, {{Article}}, {{Lien web}} et/ou {{Bibliographie}}. Le mode d'édition visuel peut mettre en forme automatiquement les références.
- Insérer une infobox (cadre d'informations à droite) n'est pas obligatoire pour parachever la mise en page.

Pour une aide détaillée, merci de consulter Aide:Wikification.
Si vous pensez que ces points ont été résolus, vous pouvez retirer ce bandeau et améliorer la mise en forme d'un autre article.
La mine de Ruashi est une mine de cuivre et de cobalt à ciel ouvert, exploitée par Metorex, située à Rwashi, à une dizaine de kilomètres de Lubumbashi dans la province du Katanga, en République démocratique du Congo.
Le projet comprend aussi l'usine de concentration de minerai des mines de Ruashi, la mine de l'Étoile, ainsi qu'une usine de traitement moderne par extraction électrolytique par solvant (SX-EW).

## Historique
Tanganyika Concessions creuse des fosses et des tranchées dans la région en 1907. L'Union minière du Haut Katanga (UMHK) découvre le gisement de l'Étoile en 1911 et le gisement de Ruashi en 1919. Pendant le demi-siècle suivant, les deux propriétés sont exploitées par intermittence pour leur minerai de cuivre à haute teneur. L'UMHK est nationalisée en 1967. Le contrôle de toutes les explorations et productions de cuivre et de cobalt est alors confié à la Gécamines, une société minière d'État créé dans ce but.
En 2008, la capacité annuelle de la mine est estimée à 10 000 tonnes de cuivre et 1 000 tonnes de cobalt.

## Propriété
Le projet minier Ruashi est exploité par Ruashi Mining. La société Ruashi Mining est, à l'origine, détenue à 80 % par la société sud-africaine Metorex et à 20 % par la société publique congolaise Gécamines.
Ruashi Mining est aujourd'hui détenue à 75% par Metorex.

## Développement
1 269 trous de forage sont creusés sur la propriété Ruashi au fil des années, et d'autres forages sont effectués en 2003 et en 2005 pour confirmer les estimations de la taille des actifs. Le projet est développé en deux phases.
Au cours de la première phase (d'une valeur de 31 millions de dollars), un concentrateur est construit à Ruashi en utilisant l'usine inutilisée d'O'okiep. Il s’agit dans un premier temps de traiter les stocks d’oxydes existants. L’usine de traitement de Sable en Zambie est ensuite utilisée pour extraire le cuivre métallique et le sel de cobalt du concentré. La capacité de production annuelle est alors estimée à 10 000 tonnes de cathode de cuivre et 1 000 tonnes de carbonate de cobalt.
La deuxième phase consiste ensuite à agrandir le concentrateur et à construire une nouvelle usine de lixiviation acide et de SX-EW pour produire du cuivre et du cobalt sur place. Dans cette phase, qui utilisait du minerai de cuivre à plus haute teneur de la mine Ruashi, la capacité a augmenté à 45 000 tonnes de cathode de cuivre et à environ 3 500 tonnes de carbonate de cobalt ou de métal. Les coûts d'investissement de cette deuxième phase sont estimés à 335 millions de dollars. La société Meterox, avec une dette de 2 milliards de dollars en 2009, est alors contrainte de vendre d'autres actifs afin de financer la phase deux d'expansion.

## Production de minerai
La production initiale débute en juin 2006, traitant les matériaux provenant de 56 décharges et barrages de résidus à Ruashi et Etoile. Le manque d'eau entraine des retards dans la montée en puissance. La mine prenait de l'eau à ciel ouvert. Ruashi a dû installer des canalisations pour accéder à l'eau plus profondément dans les fosses, et a dû forer pour obtenir un approvisionnement prévisible.
Au cours de l'exercice clos le 30 juin 2008, Ruashi produit 10 767 tonnes de cuivre. La production de cuivre et de cobalt à partir des résidus de la mine Ruashi se poursuit jusqu'en décembre 2008.
Pour la deuxième phase, l'exploitation du gisement de Ruashi, démarre au second semestre 2008, avec le raffinage dans la nouvelle usine SX/EW. 21 371 tonnes de cuivre affiné sont produites en 2009.
Les niveaux de production prévus de 2010 à 2013 sont de 36 000 tonnes par an de cuivre raffiné et de 4 500 tonnes par an de cobalt contenu. En 2010, la mine a accès à environ 13,3 millions de tonnes de minerai titré à 2,9 % de cuivre et 0,43 % de cobalt. Sur cette base, le projet duré une dizaine d'années.